# 夸伊博河
4°32′27″N 7°59′19″E / 4.54083°N 7.98861°E
夸伊博河是尼日利亞的河流，位於該國東南部阿比亞州，處於首都阿布賈以東1,200公里，發源自烏穆阿希亞附近，最終注入大西洋。